# Silken Laumann
Silken Laumann, född den 14 november 1964 i Mississauga i Kanada, är en kanadensisk roddare.
Hon tog OS-silver i singelsculler i samband med de olympiska roddtävlingarna 1996 i Atlanta.